# ۴۸ (قمری)
۴۸ (قمری)، چهل و هشتمین سال در گاهشماری هجری قمری است. اول محرم این سال برابر با بیست و سوم فوریه سال ۶۶۸ میلادی است.